# Jimmy Guieu
 (décembre 2024).
Jimmy Guieu (pseudonyme littéraire de Henri-René Guieu), né le 19 mars 1926 à Aix-en-Provence et mort le 2 janvier 2000 à Vernouillet,, est un écrivain de science-fiction, essayiste ufologue, vidéaste et homme de radio français. Il a publié notamment aux éditions Fleuve noir et a écrit des romans d'espionnage (sous le nom de Jimmy G. Quint), des romans policiers (sous le nom de Claude Rostaing), des romans érotiques (sous le nom de Dominique Verseau), ou encore Claude Vauzière. Il a aussi collaboré avec Philippe Randa et surtout Richard Wolfram (de son vrai nom Roland C. Wagner). Il a aussi bénéficié des couvertures de l'illustrateur Brantonne.

## Biographie

### Premiers pas littéraires et ufologiques
Durant sa jeunesse, Jimmy Guieu est initié à l'alchimie par un certain Guy Eymard. En 1951, il écrit un manuscrit intitulé « Le mystère de l’anneau de clé », lié au principe alchimique des liens du microcosme avec le macrocosme. Il envoie celui-ci aux éditions du Fleuve noir.
Ainsi, Jimmy Guieu rédige son premier roman dès l'âge de 25 ans sous contrat pour le Fleuve noir. Le Pionnier de l'atome (1951), encore très inspiré par l'alchimie, est le numéro 5 de la collection « Anticipation ».
Dans les années 1950, il devient l'un des pionniers de l'ufologie française avec Aimé Michel. Dans deux ouvrages documentaires, Les Soucoupes volantes viennent d'un autre monde (1954), le premier ouvrage écrit par un Français sur le sujet, et Black-Out sur les soucoupes volantes (1956), il livre au lecteur sa conviction que les soucoupes volantes existent et qu'il y a quelque chose derrière le phénomène.
Il fait partie des membres de l'un des premiers groupes de recherches ufologiques français, la Commission Ouranos, fondée en 1951 par Marc Thirouin auquel il est présenté à l'automne par Georges H. Gallet dans son bureau, alors qu'il vient tout juste de signer au Fleuve noir. Thirouin publie un bulletin, intitulé Ouranos - Revue internationale pour l'étude des soucoupes volantes et problèmes connexes, puis tout simplement Ouranos, dont il est le directeur de publication et Guieu le chef du service d'enquête.

### Romans pour adolescents et romans d'espionnage
Entre 1960 et 1965, il publie quatre romans pour adolescents chez Marabout Junior sous le nom de Claude Vauzière.
Avec Georges Pierquin, futur auteur de la série des « Anti-gangs », Jimmy Guieu co-signe des romans dans la collection « Espionnage » de Fleuve noir, puis aux Presses Noires. Ces ouvrages, signés du pseudonyme Jimmy G. Quint, décrivent les aventures de deux agents des services secrets français : Serge Gallard et Roger Quilici.

### Ufologie
En 1980, il cofonde avec Roger-Luc Mary et d'autres personnes l'association I.M.S.A. (Institut mondial des sciences avancées)[réf. souhaitée].
À cette époque, Jimmy Guieu se rapproche de l'ufologie américaine représentée par Milton William Cooper en en reprenant la thématique conspirationniste, notamment dans les ouvrages O.V.N.I. - E.B.E. - L'invasion a commencé (1991), puis Nos maîtres les extra-terrestres (1992) et enfin le manuscrit inabouti de Terre ta civilisation fout le camp (lequel fuite sur la Toile en 1998).
Il anime une chronique radio sur RMC Marseille « As-tu vu les soucoupes ? », séquence de 11 minutes dans l'émission « Zig zag » produite par Fernand Pelatan.
De 1987 à 1990, il publie aux Presses de la Cité dix inédits mettant en scène Gilles Novak et regroupés sous le titre d'une série, Les Chevaliers de Lumière.
En 1990 et 1991, il publie deux gros « romans vérité » (selon son expression) se faisant suite, E.B.E. Alerte Rouge et E.B.E. 2 : L'Entité Noire d'Andamooka.
Parallèlement, Guieu, invité régulièrement sur l'antenne de Radio Ici et Maintenant, aborde le phénomène des ovnis et des civilisations extra-terrestres, en particulier la thèse de la race dite des « Gris » ou « Petit-Gris » (Extraterrestrial Biological Entity / E.B.E., notion qu'il introduit en France).

### Conspirationnisme
Il évoque la Commission trilatérale, le Groupe Bilderberg, et le Council on Foreign Relations dans sa vidéo Les gouvernants secrets 2 (1992), ainsi que les Illuminati dans Les gouvernants secrets 3 (1993). 
Selon le chercheur Jean-Marc Lafon, sa conception du monde en "société secrètes" est « redevable à ses “maîtres proclamés”, Jacques Bergier, Louis Pauwels ou Henri Coston, ce dernier nostalgique de Vichy et obsédé par les sociétés secrètes ».

### Documentaires
Les productions de Jimmy Guieu ne se limitent pas à l'écriture. Entre 1991 et 1994, dans la collection « Les portes du futur », dont il est le créateur et le directeur, il édite une série de 14 documentaires en cassettes vidéo VHS. Si l'essentiel des sujets abordés concernent les extraterrestres, certains thèmes, comme Rennes-le-Château ou les vortex, sont aussi abordés avec l'appui de proches comme Guy Tarade.

### Disparition
Mort des suites d'un cancer généralisé, il laisse Terre, ta civilisation fout le camp, un tapuscrit toujours inédit mais qui a fuité sur la Toile. Il y critique   une émission télévisée à laquelle il a participé (Ciel, mon mardi ! du 5 février 1996), reproduisant le courrier de mécontentement qu'il a adressé à Christophe Dechavanne.

### Ouvrages posthumes
Un roman inédit, Chasse à l'antigravitation, a été édité dans la collection Rivière Blanche en 2008, dans Les Dossiers du Glaive.
La collection « SF Jimmy Guieu » s'arrête à la fin de l'année 2003, les derniers numéros sont écrits par Arnaud Dalrune et Richard Wolfram (pseudonyme de Roland C. Wagner).[source secondaire nécessaire]

## Activités à la radio et à la télévision
Jimmy Guieu a participé à plusieurs émissions de télévision et de radio afin de sensibiliser le grand public à sa théorie de la présence d'extraterrestres sur Terre.

### Années 1950
- Émissions radio « As-tu vu les soucoupes ? » sur RMC (1953-1955)
- Émissions TV de Jean Nohain/Paris « Le Grand Club », (pour la jeunesse, années 1950)
- Émissions TV sur la RTF, l’ORTF, et FR3 Marseille... durant 18 ans (1955-1973)

### Années 1960
- La série de l'étrange - interview de Jimmy Guieu (INA), ORTF chaine 1

### Années 1980
- 1986 (30/12/1986), France, Radio, Radio3 (Radio Allier)
- 1988 (27/09/1988), France, Télévision, TF1, Ciel, mon mardi ! (animée par Christophe Dechavanne), Il y révèle le Majestic 12

### Années 1990
- 1990 (04/05/1990), France, Télévision, France 3, Télé-Caroline animée par Caroline Tresca[13]
- 1990 (08/11/1990), France, Télévision, Canal+, La Grande Famille (animée par Michel Denisot)[14]
- 1990 (31/12/1990), France, Télévision, TF1, La nuit de l'étrange (animée par Christophe Dechavanne)
- 1991 (13/11/1991), France, Radio, Radio Courtoisie, Le Libre Journal de Serge de Beketch.
- 1992 (17/11/1992), France, Radio, Skyrock, Bonsoir la planète (par Malher (animateur)).
- 1992 (19/03/1992), France, Télévision, Antenne 2, Merci et encore bravo (animée par Christine Bravo)[15]
- 1992 (18/11/1992), France, Radio, Radio Courtoisie, Le Libre Journal de Serge de Beketch.
- 1992 (25/11/1992), France, Télévision, TF1, Coucou c'est nous ! (animée par Christophe Dechavanne).
- 1992 (14/12/1992), France, Jimmy Guieu était reçu et interviewé dans l’émission régionale de FR3 Rouen Midi en Normandie[16].
- 1992 (31/12/1992), France, Télévision, France 3, Français, si vous parliez (animée par André Bercoff)[17]
- 1994 (02/04/1994), France, Télévision, Canal+, L'Œil du cyclone émission titrée : « 1999 : la fin du monde ».
- 1996 (29/01/1996), France, Télévision, TF1, Comme un lundi (animée par Christophe Dechavanne)
- 1997 (27/01/1997), France, Télévision, Arte, 7½ [18]
- 1997 (13/06/1997), France, Télévision, Canal+, émission spéciale en prime time intitulée la nuit extraterrestre.

## Œuvres

### Documents
- Les soucoupes volantes viennent d'un autre monde, Fleuve noir, 1954, 254 pages.
- Black-Out sur les soucoupes volantes, Vaugirard, 1956, 392 pages
- Le Livre du Paranormal, Vaugirard, collection « Dossiers Vaugirard », 1992.
- Contacts Ovni Cergy-Pontoise, J. Guieu, F. Fontaine, J.P. Prévost, S. N'diaye, Éditions du Rocher, 1980.
- Le monde étrange des contactés, Éditions Belfond 1986  (ISBN 978-2714419026) / Réédité sous le titre : Nos « Maîtres » les extraterrestres, Presses de la Cité, 1992, 344 pages[19].
- Terre, ta civilisation fout le camp (inédit, mais a fuité sur Internet), 1998[20].

### Romans policiers / espionnage
En collaboration avec Georges Pierquin, et sous le pseudonyme de Jimmy G. Quint.
- Habanita n'y est pour rien (1952)
- Prisonnières des sadiques (1954)
- Destination cataclysme (1960)
- Vengez ma trahison (1961)
- Pouvoirs spéciaux (1961)
- Vipères sous roche (1962)
- Alerte zone 54 (1962)
- Le Repaire des maudits (1965)
- Une garce nommée Bianca (1965)
- Moscou, heure espace (1965)
- Traquenard à l'OTAN (1966)
- Plan Hérode 65 (1966)
- Baroud à Bendor (1966)
- La route infernale(1966)
- Terreur à Ouranos (1967)
- Les Corruptibles (1967)
- Rhapsodie en rouge (1967)
- Ombres sur l'Ancerville (1967)

### Romans érotiques
Sous le pseudonyme de Dominique Verseau.
- Yolanda et les Voluptés cosmiques (1971)
- Yolanda et la Planète aux supplices (1971)
- Les Esclaves de l'espace (1972)
- L'Univers érotique (1972)
- Holocauste pour une momie (1990)
- Des nymphes pour le diable (1991)

### Vidéos de la collection «Les portes du futur»
- O.V.N.I. - E.B.E. - L'invasion a commencé (1991)
- Les vies antérieures - Etapes vers la lumière (1991)
- Les Cathares - Le message de Montségur (1992)
- Rennes le Château 1 - Le grand mystère (1992)
- Les lieux hantés - Au-delà ou autres dimensions ? (1992)
- Les gouvernants secrets 1 - Nos visiteurs : les extraterrestres (1992)
- Les gouvernants secrets 2 - Nos maîtres : les extraterrestres (1992)
- Les gouvernants secrets 3 - Extraterrestres : les ambassadeurs (1993)
- Contacts espace-temps - Jean-Claude Pantel et ses étranges visiteurs (1993)
- OVNI - USA - Nouvelles révélations (1993)
- Les vortex - Les dimensions cachées (1993)
- Rennes le Château 2 - Demain : l'héritage révélé (1993)
- Théopolis - La cité oubliée (1994)
- OVNI en France - Les vérités cachées (1994)

## Divers
- Membre de l'Ancient Astronauts Society depuis sa fondation, à l'automne 1973.
- Directeur de collection aux éditions du Rocher fin des années 1970 et début des années 1980 ("les carrefours de l'étrange" - qui deviendront "les dossiers de l'étrange" chez Vaugirard dans les années 1990).
- Jimmy Guieu Présente Les Kidnappeurs D'un Autre Monde - 60 Survivants Témoignent, David Michael Jacobs, Presses de la Cité, 1995  (ISBN 978-2258038721).